# دشت رز
دشت رز، روستایی از توابع بخش پاتاوه شهرستان دنا در استان کهگیلویه و بویراحمد ایران است.
مردم این روستا از طایفه جاوید ممسنی (جاوید عالیشاهی) می‌باشند و درسال ۱۱۰۰ هجری شمسی با مهاجرت به شهرستان دنا، در این روستا سکونت گزیدند.

## جمعیت
این روستا در دهستان پاتاوه قرار دارد و براساس سرشماری مرکز آمار ایران در سال ۱۳۸۵، جمعیت آن۹۸۰ نفر (۱۲۲خانوار) بوده‌است.